# Khin Khin Htoo
Khin Khin Htoo (n. 17 decembrie 1965 - ...) este o scriitoare birmaneză.